# Florijan
Florijan je moško osebno ime.

## Izvor imena
Ime Florijan je različica imena Florjan.

## Pogostost imena
Po podatkih Statističnega urada Republike Slovenije je bilo na dan 31. decembra 2007 v Sloveniji število moških oseb z imenom Florijan: 391.

## Osebni praznik
V koledarju je ime Florijan zapisano skupaj z Florjanom; god praznuje 4. maja.